# Ханс IV фон Андлау
Ханс IV фон Андлау (на немски: Hans IV von Andlau; † между 20 ноември 1552 и 15 март 1555) е благородник от род Андлау от Долен Елзас/Гранд Ест, регент в Долен Елзас.
Той е син на Ханс III фон Андлау († 12 март 1520) и съпругата му Маргарета фон Пфирт. Внук е на Лазарус I фон Андлау, годсподар на Витенхайм, губернатор в Австрия († 1494/1495) и съпругата му Юдит фон Рамщайн († 1495), дъщеря на Хайнрих фон Рамщайн, губернатор на Раполтщайн († 1471) и Агнес фон Ефринген († сл. 1469). Правнук е на Валтер II фон Андлау, господар на Бутенхайм († 1433) и Маргарета фом Хуз-Витенхайм († 1424). Брат е на Лазарус III фон Андлау († 1581/1583), господар на Бутенхайм.
Правнук му Ернст Фридрих фон Андлау († 1697) е издигнат на фрайхер на 16 март 1676 г. във Виена от император Леополд I.

## Фамилия
Ханс IV фон Андлау се жени за Клеофа Пфау фон Рюпур († пр. 1550), вдовица на Аполинариус Ширп, дъщеря на Диболд фон Рюпур и Елизабет Бок фон Блезхайм. Те имат един син:
- Ханс Лудвиг I фон Андлау († 26 юни 1591/7 септември 1593), женен пр. 20 юли 1583 г. за Вероника фон Рамщайн († сл. 7 септември 1624), дъщеря на Беат Лудвиг фон Рамщайн, господар на Жетинген († 1566/1567) и Мария Якобеа фон Утенхайм